# Bans
Bans és un municipi francès situat al departament del Jura i a la regió de Borgonya - Franc Comtat. L'any 2007 tenia 190 habitants.

## Demografia

### Població
El 2007 la població de fet de Bans era de 190 persones. Hi havia 76 famílies de les quals 20 eren unipersonals (8 homes vivint sols i 12 dones vivint soles), 20 parelles sense fills, 32 parelles amb fills i 4 famílies monoparentals amb fills.
La població ha evolucionat segons el següent gràfic:
Habitants censats

### Habitatges
El 2007 hi havia 85 habitatges, 75 eren l'habitatge principal de la família, 3 eren segones residències i 7 estaven desocupats. 81 eren cases i 4 eren apartaments. Dels 75 habitatges principals, 67 estaven ocupats pels seus propietaris i 8 estaven llogats i ocupats pels llogaters; 2 tenien dues cambres, 8 en tenien tres, 16 en tenien quatre i 49 en tenien cinc o més. 63 habitatges disposaven pel capbaix d'una plaça de pàrquing. A 27 habitatges hi havia un automòbil i a 41 n'hi havia dos o més.

### Piràmide de població
La piràmide de població per edats i sexe el 2009 era:
| Homes | Edats   | Dones |
| ----- | ------- | ----- |
| 0     | 95 o +  | 0     |
| 0     | 90 a 94 | 4     |
| 4     | 85 a 89 | 0     |
| 0     | 80 a 84 | 8     |
| 4     | 75 a 79 | 0     |
| 4     | 70 a 74 | 8     |
| 0     | 65 a 69 | 8     |
| 0     | 60 a 64 | 0     |
| 0     | 55 a 59 | 0     |
| 4     | 50 a 54 | 0     |
| 8     | 45 a 49 | 4     |
| 8     | 40 a 44 | 16    |
| 8     | 35 a 39 | 8     |
| 0     | 30 a 34 | 0     |
| 0     | 25 a 29 | 0     |
| 4     | 20 a 24 | 0     |
| 12    | 15 a 19 | 4     |
| 12    | 10 a 14 | 0     |
| 8     | 5 a 9   | 0     |
| 0     | 0 a 4   | 0     |

## Economia
El 2007 la població en edat de treballar era de 115 persones, 91 eren actives i 24 eren inactives. De les 91 persones actives 86 estaven ocupades (45 homes i 41 dones) i 5 estaven aturades (2 homes i 3 dones). De les 24 persones inactives 10 estaven jubilades, 11 estaven estudiant i 3 estaven classificades com a «altres inactius».

### Ingressos
El 2009 a Bans hi havia 78 unitats fiscals que integraven 203 persones, la mediana anual d'ingressos fiscals per persona era de 18.626 €.

### Activitats econòmiques
Dels 13 establiments que hi havia el 2007, 2 eren d'empreses de fabricació d'altres productes industrials, 4 d'empreses de construcció, 3 d'empreses de comerç i reparació d'automòbils, 2 d'empreses financeres, 1 d'una empresa de serveis i 1 d'una empresa classificada com a «altres activitats de serveis».
Dels 5 establiments de servei als particulars que hi havia el 2009, 4 eren lampisteries i 1 perruqueria.
Dels 2 establiments comercials que hi havia el 2009, 1 era un hipermercat i 1 una sabateria.
L'any 2000 a Bans hi havia 3 explotacions agrícoles que ocupaven un total de 300 hectàrees.

## Poblacions més properes
El següent diagrama mostra les poblacions més properes.